# Peter Kutter
Peter Kutter (* 5. Februar 1930 in Heidenheim an der Brenz; † 6. Mai 2014) war ein deutscher Arzt, Psychoanalytiker und Hochschullehrer für Psychoanalyse.

## Leben
Peter Kutter wuchs in Heidenheim an der Brenz in einem Arzthaushalt auf. Das Studium der Medizin absolvierte er in Mainz, München, Göttingen und Heidelberg. 1955 promovierte er auf dem Gebiet der Frauenheilkunde mit der Arbeit Die cytologische Beurteilung der hormonalen Stimulation bei gut- und bösartigen Proliferationen in der Menopause. Anschließend war er von 1956 bis 1964 Assistenzarzt im Krankenhaus Bad Cannstatt sowie im  Katharinenhospital und im  Bürgerhospital in Stuttgart. Bei seiner ärztlichen Tätigkeit stellte Kutter fest, dass bei vielen Kranken keine organischen Ursachen gefunden werden können, aber psychische Faktoren eine große Rolle spielen. Daher bildete er sich berufsbegleitend in Abendkursen am Stuttgarter Institut für Psychotherapie auf den Fachgebieten Psychoanalyse und Psychotherapie fort. Eine weitere Fortbildung auf dem Gebiet der Psychoanalyse absolvierte Kutter am Sigmund-Freud-Institut in Frankfurt am Main, mit Wolfgang Loch als Lehranalytiker sowie Clemens de Boor und Margarete Mitscherlich als Supervisoren. Als Facharzt war er infolgedessen nicht nur in der  Inneren Medizin, sondern auch in der Neurologie, Psychiatrie und Psychosomatischen Medizin tätig. Weiterhin betrieb Kutter eine Praxis in Stuttgart, war Leiter einer Erziehungsberatungsstelle in Ludwigsburg und Assistenzprofessor am Institut für Sozialpädagogik und Erwachsenenbildung der  Freien Universität Berlin mit dem Studienschwerpunkt Arbeit mit Gruppen. 
Nachdem an der  Universität in Frankfurt am Main der vormalige Lehrstuhl von Alexander Mitscherlich für Psychologie, insbesondere Psychoanalyse und Sozialpsychologie zu einem Institut für Psychoanalyse erweitert und dieses mit drei Hochschullehrerstellen ausgestattet worden war, übernahm Kutter 1974 eine Professur für Psychoanalyse. Am Institut wurde er mehrfach zum Geschäftsführenden Direktor gewählt und war von 1987 bis 1988 für ein Jahr Dekan des Fachbereichs Psychologie. Zudem war er Lehr- und Kontrollanalytiker der  Deutschen Psychoanalytischen Vereinigung (DPV).
Von 1986 bis 1994 war er neben Dieter Ohlmeier und Clemens de Boor für die Organisation der jährlichen  Sigmund-Freud-Vorlesung zuständig, die in der Aula der Universität gehalten wurde.
Nach seiner Emeritierung 1994 lebte er in Stuttgart, war aber weiterhin wissenschaftlich tätig und Mitglied der AG Stuttgart/Tübingen in der DPV. 2012 erkrankte er an Krebs. Am 6. Mai 2014 verstarb er im Alter von 84 Jahren.
Seit 1977 war er Mitglied des Corps Rhenania Heidelberg. Zu seinen Weggefährten und Freunden gehörte der Heidelberger Mediziner Wolfgang Rapp, ein Schüler von Paul Christian.

## Forschung
Kutters Forschungsschwerpunkte waren:
- die empirische Überprüfung der Wirkung von Selbsterfahrungs- und Supervisions-Gruppen auf die Teilnehmer, wobei beim Vergleichsgruppendesign der Gießen-Test als Untersuchungsinstrument angewendet wurde,
- die Anwendung einer zwölfstündigen psychoanalytischen Kurzzeittherapie auf Patientinnen nach Brustkrebs-Operation, wobei mit fünf Frauenkliniken zusammenarbeitet wurde,[4] sowie
- eine sechs Sitzungen umfassende Gruppenpsychotherapie bei Patienten nach Herzinfarkt während des Anschlussheilverfahrens,[5] wobei mit einer Kurklinik in Bad Nauheim zusammengearbeitet wurde.